# 上海七宝德怀特高级中学
上海七宝德怀特高级中学是由上海市七宝中学和美国纽约市德怀特学校合作举办的，获上海市教育委员会批准设立，中国教育部备案的上海第一所独立设置的中外合作高中，中国第一所独立设置的中美合作高中，2014年9月正式开学。学校教授国际文凭大学预科课程（IBDP）。2015年6月，獲得國際文憑組織授權，開設國際文憑大學預科課程。

## 外部鏈接
- 官方网站